# Eumastigonus insulanus
Eumastigonus insulanus är en mångfotingart som först beskrevs av Carl Graf Attems 1903.  Eumastigonus insulanus ingår i släktet Eumastigonus och familjen Cambalidae. Inga underarter finns listade i Catalogue of Life.